# Sinosenecio trinervius
Sinosenecio trinervius là một loài thực vật có hoa trong họ Cúc. Loài này được (C.C.Chang) B.Nord. miêu tả khoa học đầu tiên năm 1978.